# Incroci sentimentali
Incroci sentimentali (Avec amour et acharnement) è un film del 2022 diretto da Claire Denis.
Interpretato da Juliette Binoche, Vincent Lindon e Grégoire Colin, è l'adattamento cinematografico del romanzo Un tournant de la vie (2018) di Christine Angot, anche autrice della sceneggiatura assieme alla regista. È stato presentato in concorso al 72º Festival di Berlino, dove Denis ha vinto l'Orso d'argento per la miglior regia.

## Distribuzione
Il film è stato presentato in anteprima il 12 febbraio 2022 in concorso alla 72º edizione del Festival internazionale del cinema di Berlino. È stato distribuito da Ad Vitam nelle sale cinematografiche francesi a partire dal 23 agosto dello stesso anno, mentre in quelle italiane dal 17 novembre.

## Riconoscimenti
- 2022 - Festival di Berlino[2]
  - Orso d'argento per il miglior regista a Claire Denis
  - In concorso per l'Orso d'oro